# قطعنامه ۸۱۸ شورای امنیت
قطعنامه ۸۱۸ شورای امنیت سازمان ملل متحد که در تاریخ ۱۴ آوریل ۱۹۹۳ تصویب شد، سندی بین‌المللی دربارهٔ موزامبیک است. این قطعنامه طی نشست ۳۱۹۸ام با ۱۵ رای موافق، ۰ مخالف و ۰ ممتنع تصویب شد.